# 宇文普回
宇文普回（?—?），宇文氏的始祖。根据《周书》的记载，普回是炎帝神农氏的后裔，在一次打猎的时候拾得三个玉玺，上有“皇帝玺”的字样，普回非常惊异，认为这是上天所赐。根据鲜卑族的习俗称天为“宇”，称君为“文”，所以自称他的部落为宇文国，并以宇文为其姓氏。